# 張渉
張 渉（ちょう しょう、生没年不詳）は、唐代の儒学者・官僚。本貫は蒲州。

## 経歴
代々儒者を輩出した家に生まれた。国学にあって諸生に講説し、国子博士に累進した。また文章を作ることができ、役人に請われて日に1万言を試みられたことがあって、当時の人に張万言と呼ばれた。徳宗が皇太子であったとき、張渉は太子侍読をつとめて、経学を徳宗に講義した。大暦14年（779年）、徳宗が即位した日の夕方、張渉は宮殿に召し出されて、政治全般の大小の事柄を諮問された。翌日、張渉は翰林院に入るよう命じられ、徳宗に厚く礼遇を受けた。国子博士から散騎常侍に転じた。徳宗が宰相に選ぶべき賢人の推薦を求めると、張渉は懐州刺史の喬琳を推挙した。徳宗は疑うことなく喬琳を御史大夫・同中書門下平章事（宰相）に登用したので、天下の人々を驚かせた。数カ月で喬琳が宰相の職務に不適格として罷免されると、徳宗はこのため張渉をうとんじるようになった。建中元年（780年）、前の湖南都団練使の辛京杲が不正な蓄財をおこない、張渉が賄賂を受けていたことが発覚すると、徳宗の命により官を剥奪され、郷里に帰された。

## 伝記資料
- 『旧唐書』巻127 列伝第77
- 『新唐書』巻224下 列伝第149下